# Глеюватська світа
Глеюватська світа — одна з п'яти світ Криворізького залізорудного басейну. Завершує розріз Криворізької серії. Зустрічається вона тільки в привісьовій частині Криворізької структури і складається метаморфізованими теригенними утвореннями. Потужність світи не перевищує 3500 м. Останнім часом глеюватську світу деякі геологи виносять за межі криворізької серії і ставлять її вище останньої.
Формування відбулося у пізньопротерозойський етап, що завершив процес становлення Криворізької структури, характеризувався накопиченням потужних моласоподібних відкладів (метаконгломерати, біотитові, кварц-біотитові сланці, метапісковики), що також з кутовим неузгодженням залягають на древніших утвореннях.